# OWL Event Center
Das Owl Event Center (bis Oktober 2011: Gerry Weber Event & Convention Center, bis Januar 2020: Gerry Weber Event Center) ist eine Veranstaltungsstätte in Halle (Westfalen), die in unmittelbarer Nähe zur OWL ARENA gelegen ist.

## Geschichte
Das Owl Event Center wurde am 5. Juni 2002 eröffnet und ist ein Teil der OWL Arena World. Ursprünglich war die zeltähnliche Konstruktion nur als temporärer Aufbau für den VIP-Bereich während des Tennisturniers geplant, wurde dann aber als permanente Veranstaltungsstätte fertig gestellt. Direkt neben der OWL Arena gelegen, bietet das Owl Event Center auf 3500 Quadratmetern Platz für bis zu 3000 Personen. Außerdem verfügt es über eine an einem Stillgewässer gelegene, 800 Quadratmeter große Terrasse, die vor allem in den Sommermonaten genutzt wird.

## Veranstaltungen
Seit 2002 werden im Owl Event Center zahlreiche Veranstaltungen durchgeführt. Dazu gehören Messen und Incentives ebenso wie Konzerte, Kinder-Aufführungen, TV- oder Comedy-Shows. Bisher sind im Owl Event Center unter anderem The Kelly Family, Roland Kaiser, Revolverheld, die Münchener Freiheit, Cindy aus Marzahn, Helge Schneider, Mirja Boes oder Rüdiger Hoffmann aufgetreten. Jährlich durchgeführte Veranstaltungen sind etwa das Haller Oktoberfest sowie das Bowers & Wilkins Rhythm’n’Blues-Festival.
Zudem fungiert das Owl Event Center während der Noventi Open als VIP-Bereich, in dem auch die Gala Night stattfindet. Seit 2016 wird zum Tennisturnier außerdem der Club500 in das Owl Event Center gebaut, eine 160 Quadratmeter große, eigens hierfür konzipierte Location, die authentisches Club-Feeling vermittelt.
| Besucherkapazitäten     | 1500 Sitzplätze Tischbestuhlung 1900 Sitzplätze Reihenbestuhlung 3000 Stehplätze |
| Innenraummaße           | 75 × 50 Meter inkl. einseitigem halbkreisförmigen Abschluss (25 Meter Radius), 3480 Quadratmeter, ein mobiles Trennwandsystem ermöglicht die Einrichtung verschiedener Bereiche und Räume (75 laufende Meter, 2,50 Meter Höhe) |
| Raumhöhen               | 13,60 Meter Firsthöhe 5,00 Meter Seitenhöhe |
| Dachkonstruktion        | Außergewöhnliche Bauweise in einem luftigen Zeltcharakter |
| Bühnenmaß               | 10 × 8 × 1,20 Meter (andere Maße auf Anfrage) |
| Tanzfläche              | 10 × 8 Meter (andere Maße auf Anfrage) |
| Traversensystem         | 10 × 8 Meter in Bühnengröße Bühnenmuschel mit Ausleger rechts und links der Bühne 2 t Gesamttraglast |
| Zusätzliche Hängelasten | 37,5 kg Punktlast unter den Bindern des Daches (alle 5 Meter) 350 kg an je 12 Punkten im Vorderbühnenbereich |
| Stromanschlüsse         | Bis 1250 Kilovoltampere (KVA), Kabelkanäle vorhanden |
| Terrasse                | 800 Quadratmeter |
| Befahrbarkeit           | 2 Sektionaltore 3 × 4 Meter |
| Besonderheit            | Integriertes Themenbuffet-Gastronomiekonzept, bei Bedarf (auch in Teilbereichen) nutzbar |
| Foyer                   | Fläche: 700 Quadratmeter Ausstattung: Garderobe, Gastronomiebereich, Empfangscounter und Welcome-Desk, Sanitärbereich |